# مرزا عادل
مرزا عادل هو رباع سوداني، ولد في 30 مارس 1943 في الخرطوم في السودان.

## وصلات خارجية
- مرزا عادل على موقع أوليمبيديا (الإنجليزية)